# 瓦爾加約克區
6°45′54″S 78°36′23″W / 6.7649°S 78.6065°W
瓦爾加約克區（西班牙語：Distrito de Hualgayoc），是秘魯的一個區，位於該國北部卡哈馬卡大區的瓦爾加約克省，面積226.2平方公里，海拔高度3,502米，2005年人口15,803，人口密度每平方公里70人。